# 韋明浩

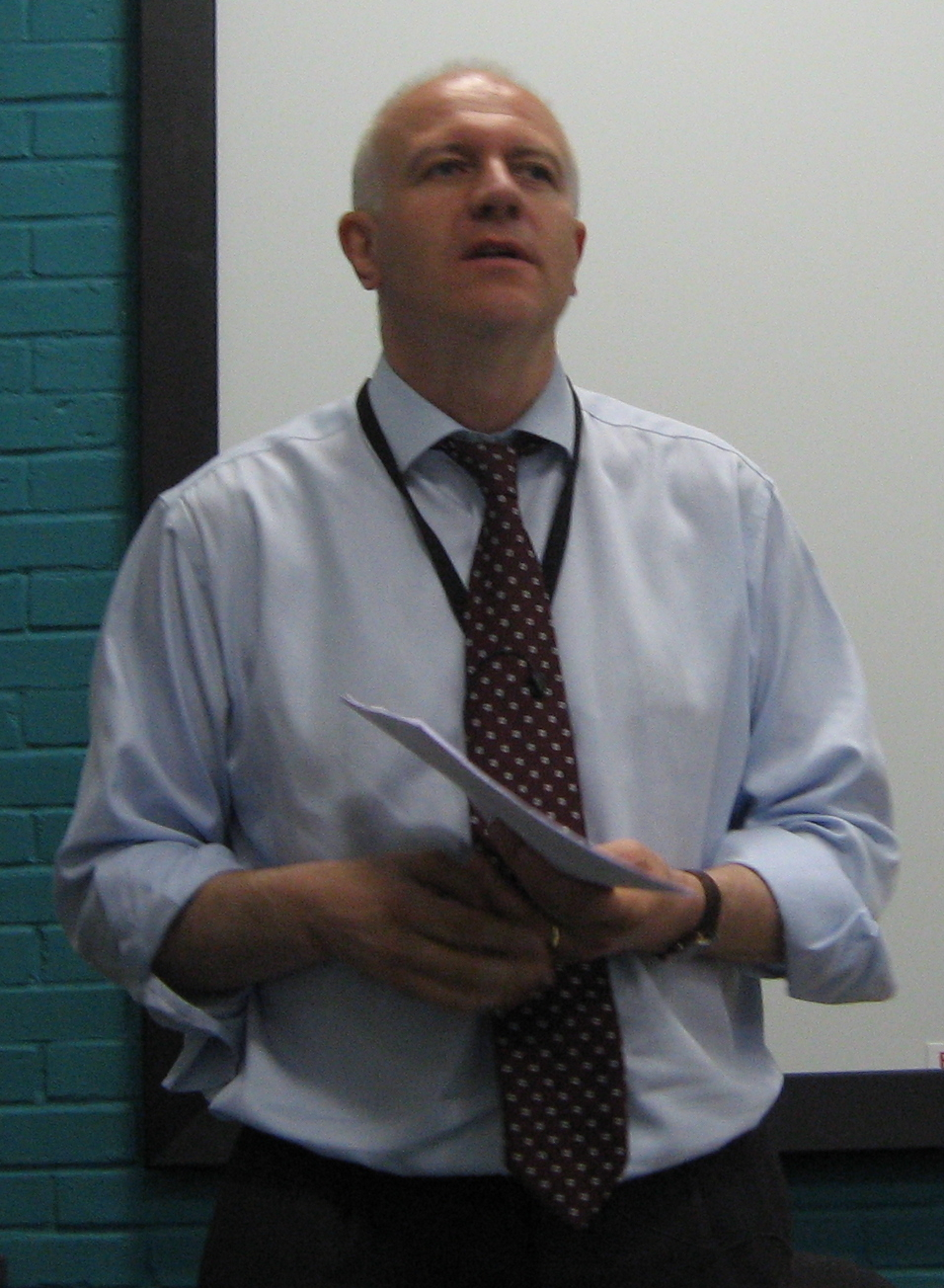
韋明浩

韋明浩（英語：Bill Rammell，1959年10月10日—），英國政治人物之一。1997年他以工黨候選人身分當選為哈洛區國會議員，2002年/2005年為英國外交及聯邦事務部的政務次官，現為高等教育政務官。